# Лавиниум
Лавиниум (Lavinium) e древен римски град в Лацио, Италия между Ардеа и Лаурентиум.
Според легендата е основан от Еней в чест на съпругата му Лавиния, Той е дълго време важен град в държавата на латините и мястото, където вероятно е убит цар Тит Таций.
По времето на Траян Лавиниум е слят с Лаурентиум. Остатъците от града се намират в днешното село Pratica di Mare, част от град Помеция, 23 км южно от Рим.